# Jiří Welsch
Jiří Welsch (*  27. Januar 1980 in Pardubice, Tschechoslowakei) ist ein ehemaliger tschechischer Basketballspieler. Er spielte unter anderem vier Spielzeiten in der nordamerikanischen NBA in den Vereinigten Staaten sowie fünf Spielzeiten in der Liga ACB in Spanien, die zu dieser Zeit als beste nationale Liga in Europa galt.

## Karriere

### Beginn in der Heimat und Slowenien (bis 2002)
Welsch wechselte 1998 mit 18 Jahren vom Basketballverein aus seinem Geburtsort, für den er seit 1994 spielte, in die Hauptstadt Prag zu Sparta. Mit dem Verein gelangen ihm jedoch in den folgenden beiden Jahren keine nennenswerten Erfolge. Sparta Prag schied zweimal in den Play-offs um die tschechische Meisterschaft jeweils in der ersten Runde der besten acht Mannschaften aus. Im Jahr 2000 bekam er einen Vertrag in Slowenien beim dortigen Spitzenverein Union Olimpija in der Hauptstadt Ljubljana. Bei diesem Verein, der auch im höchsten europäischen Vereinswettbewerb EuroLeague antrat, machte er nachhaltig auf sich aufmerksam. Mit Union Olimpija gewann er zweimal das nationale Double und wurde 2002 als „MVP“ der slowenischen Liga ausgezeichnet. Auf europäischer Ebene erreichte man in der EuroLeague 2001 das Viertelfinale und scheiterte dort nur äußerst knapp am späteren Gesamtsieger Kinder Bologna. Im Jahr darauf verhinderte man in der Vorrunde der EuroLeague-Saison 2001/02 den Einzug des deutschen Vertreters Opel Skyliners in die Runde der 16 besten Mannschaften, in der man selbst jedoch in der „griechischen“ Zwischenrundengruppe mit drei griechischen Mannschaften ohne Chance blieb und nur noch einen weiteren Sieg in sechs Spielen holte. Dafür gewann man bei ihrer Premiere die erstmals ausgespielte Meisterschaft der Adriatic Basketball Association. Welsch, der bei einer Größe von über 2 Metern wegen seiner Ballfertigkeit und Spielübersicht als Point Forward gezählt wurde, galt zu dieser Zeit als einer der größten europäischen Talente und wurde bereits in der ersten Runde des NBA-Draftverfahrens 2002 an 16. Position ausgewählt.

### NBA-Karriere (2002 bis 2006)

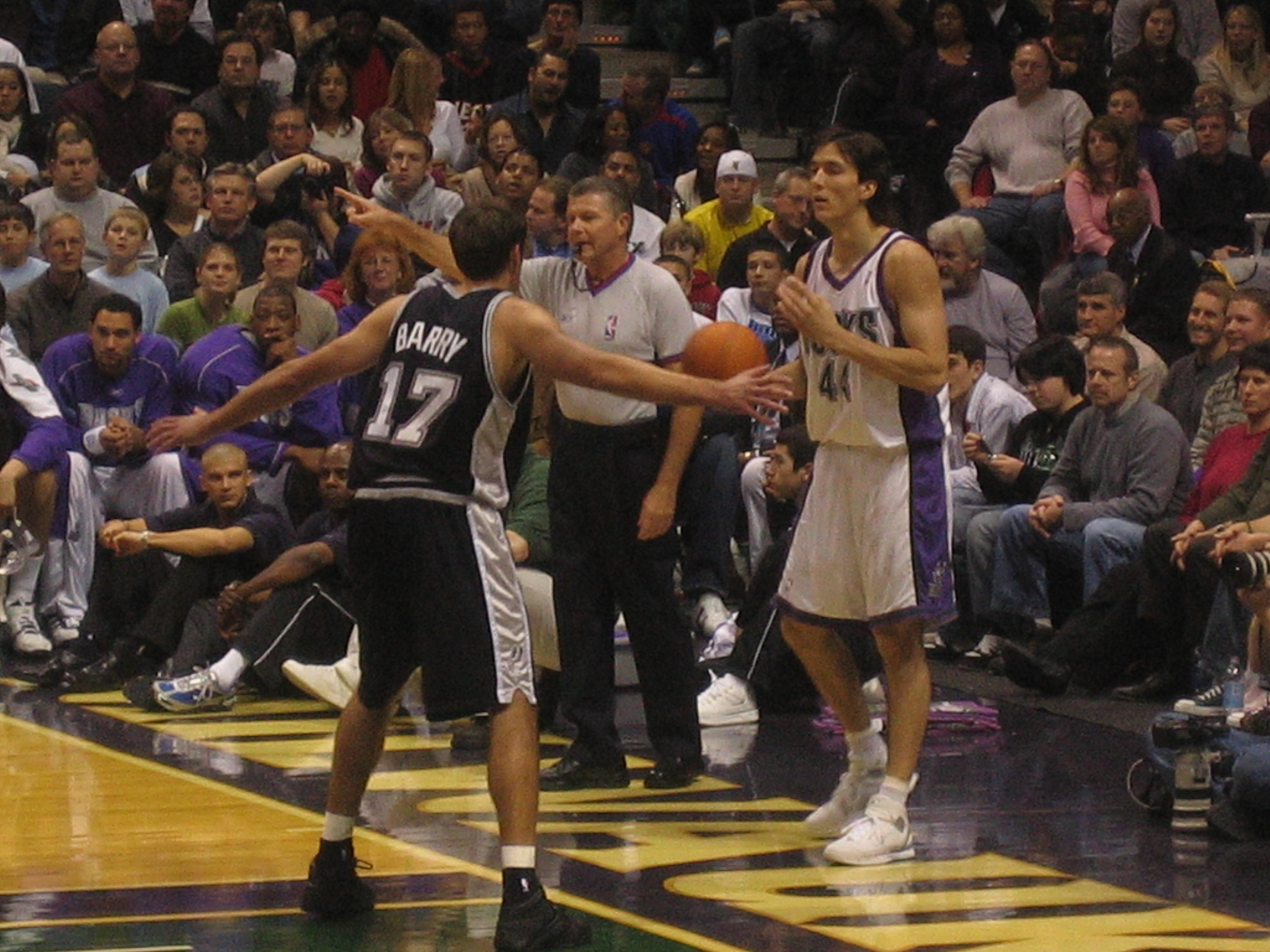
Welsch beim Einwurf im Trikot der Bucks 2005

Die Philadelphia 76ers, die sich 2002 im „Entry Draft“ die Rechte an Welsch gesichert hatten, gaben Welsch für zwei zukünftige Draft-Auswahlrechte an die Golden State Warriors ab. Diese setzten ihn in der NBA-Spielzeit 2002/03 nur in knapp der Hälfte der Saisonspiele für durchschnittlich gut sechs Minuten Einsatzzeit je Begegnung ein und traten ihn nach einem Jahr in einem mehrere Spieler umfassenden Tausch unter anderem mit Antawn Jamison an die Dallas Mavericks ab, die ihn noch vor Saisonbeginn an die Boston Celtics weitergaben. Bei den Celtics wurde Welsch regelmäßig eingesetzt und gehörte in der NBA-Saison 2003/04 in der überwiegenden Anzahl der Spiele zur „ersten Fünf“. Bei knapp 27 Minuten Einsatzzeit pro Spiel kam er auf durchschnittlich gut neun Punkte und knapp vier Rebounds. Die Celtics schafften, obwohl sie nur 36 von 82 Saisonspielen gewannen, noch den Einzug in die Play-offs, wo sie in der ersten Runde sieglos gegen die Indiana Pacers blieben. In der NBA-Spielzeit 2004/05 sanken Welschs Spielanteile in Boston bereits wieder, die Mannschaft trat ihn im Februar 2005 an die Cleveland Cavaliers ab und erhielt im Gegenzug ein Auswahlrecht bei einem künften Draftverfahren. Trotz einer positiven Saisonbilanz von 42 Siegen verpassten die Cavaliers ganz knapp einen Platz in den Play-offs. Nach Saisonende wurde Welsch erneut für ein zukünftiges Auswahlrecht an die Milwaukee Bucks abgegeben. Die Bucks erreichten in der NBA-Saison 2005/06 mit 40 Hauptrundensiegen die Play-offs, in denen in der ersten Runde gegen die Detroit Pistons jedoch nur ein Sieg gelang. Welsch wurde in 58 Saisonspielen knapp 15 Minuten pro Spiel eingesetzt. In den Play-offs sank seine Einsatzzeit auf unter vier Minuten pro Spiel und er wurde nach Saisonende aus seinem Vertrag entlassen.

### Liga ACB in Spanien (2006 bis 2011)
Zur Saison 2006/07 kehrte Welsch nach Europa zurück und bekam einen Vertrag in der Liga ACB beim spanischen Meister Unicaja Málaga, bei dem umgekehrt der zuvor als bester Spieler der Endspielserie ausgezeichnete Jorge Garbajosa in die NBA gewechselt war. In der EuroLeague-Spielzeit 2006/07 schlug man in der Viertelfinalserie den spanischen Konkurrenten FC Barcelona und blieb nach einer Halbfinalniederlage gegen PBK ZSKA Moskau im Spiel um den dritten Platz gegen TAU Cerámica aus dem Baskenland siegreich. Ansonsten enttäuschte man jedoch in der Liga ACB und schaffte als Titelverteidiger mit einer ausgeglichenen Saisonbilanz nur knapp den Einzug in die Play-offs, in denen man in der ersten Runde sieglos gegen Vizemeister TAU Cerámica blieb.
In der Saison 2007/08 gelang erneut mit ausgeglichener Saisonbilanz nur knapp der Einzug in die Play-offs, in denen man diesmal jedoch über den Hauptrundenersten Real Madrid triumphierte. Im Halbfinale um die spanische Meisterschaft scheiterte man jedoch erneut am späteren Titelträger TAU Cerámica. Umgekehrt war man in der EuroLeague-Spielzeit 2007/08 bereits in der Runde der 16 besten Mannschaften gescheitert, als man neben ZSKA Moskau auch knapp mit einem Punkt Unterschied im direkten Vergleich dem FC Barcelona den Vortritt lassen musste. Im spanischen Pokalwettbewerb Copa del Rey verlor man 2009 das Endspiel knapp mit zwei Punkten Unterschied gegen Meister TAU Cerámica.
In der EuroLeague-Runde 2008/09 hatte man in der Vorrundengruppe bei nur zwei Niederlagen überzeugt und als Gruppenerster unter anderem Olympiakos Piräus und Maccabi Tel Aviv hinter sich gelassen. In der Runde der 16 besten europäischen Mannschaften kam jedoch erneut das vorzeitige Aus. In der spanischen Liga schaffte man als Hauptrundendritter eine günstige Ausgangsposition für die Meisterrunde, doch in der Halbfinalserie gegen den späteren Meister FC Barcelona folgte auch hier das Ausscheiden aus der Titelvergabe. In der EuroLeague-Saison 2009/10 folgte erneut das Ausscheiden in der Runde der 16 besten Mannschaften, als man unter anderem etwas überraschend zweimal gegen den polnischen Meister Asseco Prokom Gdynia verlor. In der spanischen Meisterschaft bezwang man als Hauptrundenfünfter den damals „frisch gebackenen“ ULEB-Eurocup-Gewinner Power Electronics Valencia in der ersten Play-off-Runde, doch in der Halbfinalserie schied man erneut gegen Titelverteidiger FC Barcelona aus. Während Valencia als Titelgewinner in der Euroleague spielte, trat Welsch mit seinem neuen Verein Estudiantes Madrid in der Saison 2010/11 auch erstmals im zweiten europäischen Vereinswettbewerb Eurocup an. Hier zog man im Spieljahr 2010/11 in das Viertelfinale ein, in dem man jedoch gegen den kroatischen Vertreter KK Cedevita zweimal verlor. In der spanischen Meisterschaft reichten 16 Siege in 34 Spielen für Estudiantes nur zum zwölften Tabellenplatz.

### Rückkehr über Belgien in die Heimat (ab 2011)
Nach fünf Jahren in der Liga ACB wechselte Welsch zur Saison 2011/12 in die belgische Ethias League zum dortigen Serienmeister Spirou BC Charleroi. Beim Qualifikationsturnier für die Euroleague zu Saisonbeginn schlug man vor heimischem Publikum unter anderem den deutschen Vertreter Alba Berlin und im Endspiel den tschechischen Meister ČEZ Nymburk und sicherte sich so einen Startplatz im höchsten europäischen Vereinswettbewerb EuroLeague (Saison 2011/12). In der Vorrunde reichte es dort aber nur noch zu zwei Siegen in zehn Spielen. Auch in der belgischen Meisterschaft endete die Saison enttäuschend. Erstmals nach vier Jahren verlor man den Titel in der Finalserie im entscheidenden fünften Spiel gegen den flämischen Rivalen Telenet Ostende. Bereits nach einer Saison verließ Welsch den belgischen Verein wieder und ging in seine Heimat zurück, schluss sich dem Serienmeister ČEZ Basketball Nymburk an. In der ersten Runde der Euroleague-Qualifikation besiegte Nymburk diesmal den belgischen Meister Ostende, doch in der folgenden Qualifikationsrunde folgte das Aus gegen Mapooro Cantù. Daraufhin trat Nymburk erneut im Eurocup an, erreichte in dem Wettbewerb in der Spielzeit 2012/13 in der zweiten Gruppenphase der 16 besten Mannschaften unter anderem gegen die beiden späteren spanischen Halbfinalisten Valencia Basket Club und Gescrap Bilbao jedoch nur einen Sieg. Hingegen wurde Welsch mit Nymburg 2013 tschechischer Meister sowie Pokalsieger.

### Nationalmannschaft
Mit der tschechischen Nationalmannschaft war Welsch als 19-Jähriger erstmals bei der Basketball-Europameisterschaft 1999 in einer Endrunde der Herren vertreten. Zum Auftakt besiegte die Mannschaft bei ihrer ersten Endrundenteilnahme überhaupt nach der Trennung von der Slowakei gleich überraschend die renommierten Nationalmannschaften Litauens und Griechenlands. Trotz der folgenden Niederlage gegen Deutschland wurde man Gruppenerster, doch in der Zwischenrunde folgten nur noch drei Niederlagen und man belegte am Ende den elften Platz.
In der Folge scheiterte man regelmäßig an der Qualifikation für die Endrunde und erst bei der EM-Endrunde 2007 war man erneut im Teilnehmerfeld vertreten. In der eigenen Auftaktpartie, in der Welsch mit 22 Punkten bester Korbschütze der tschechischen Auswahl war, verlor man knapp nach Verlängerung gegen Vize-Europameister Deutschland und bezwang auch diesmal Litauen ebenso wie die Türkei nicht. Nach drei Niederlagen endete das Turnier auf dem 13. beziehungsweise im Quervergleich 15. Platz.
Erneut dauerte es sechs Jahre und die Aufstockung des Teilnehmerfeldes bei der EM-Endrunde auf 24 Mannschaften, bevor sich die Tschechen wieder mit ihrem neuen NBA-Star Jan Veselý für eine Endrunde qualifizierten. In der Vorrunde besiegte man bei der EM-Endrunde 2013 unter anderem Polen und Georgien, doch die abschließende Vorrundenniederlage gegen Kroatien besiegelte das erneute Vorrundenaus.

## Funktionär
2023 trat Welsch beim tschechischen Basketballverband das Amt des Generaldirektors an, wurde damit für die Herrennationalmannschaft, die U20-Auswahl sowie die Studentennationalmannschaft seines Heimatlandes zuständig.